# Daniel Schwaab
Daniel Schwaab (Waldkirch, 1988. augusztus 23. –) német labdarúgó, az élvonalbeli VfB Stuttgart hátvédje.

## A kezdetek
A helyi SV Waldkirch csapatában kezdte pályafutását, majd az SC Freiburgba igazolt.

## Klubcsapatokban

### Freiburg
Schwaab a másodosztályú SC Freiburgban kezdte profi pályafutását. Második szezonjában az első csapattal minden olyan meccsen kezdett, amin játszott. Annak ellenére, hogy védő, hat gólt lőtt a Freiburgban.

### Bayer Leverkusen
Hamarosan szerződtette az élvonalbeli Bayer Leverkusen, a Bundesligában 2009. augusztus 8-án az 1. FSV Mainz 05 ellen mutatkozott be.

### VfB Stuttgart
Miután 2013. július 1-jén lejárt szerződése a Leverkusennél, a Bosman-szabály értelmében ingyen igazolhatott a VfB Stuttgarthoz. 2016 júniusáig szóló szerződését már 2013. május 8-án aláírta. Új csapatában 2013. augusztus 17-én debütált korábbi klubja, a Bayer Leverkusen ellen, öngólt vétett, ez volt a meccs egyetlen gólja.

## Válogatottban
Az U18-as válogatottban szerepelt először. Tagja volt a német U19-es válogatottnak is. Részt vett a 2007-es U19-es labdarúgó-Európa-bajnokságon. A németek az elődöntőben estek ki Görögországgal szemben. Az U21-es nemzeti csapatba behívták a 2009-es U21-es labdarúgó-Európa-bajnokságra, ahol a német válogatott győzelmet aratott. Mindössze egy meccsen lépett pályára a tornán (a döntőben csereként), de a következő selejtezősorozatban alapemberré vált.

## Sikerei, díjai
Németország U21
- U21-es labdarúgó-Európa-bajnokság: 2009